# Distrikt Cátac
Der Distrikt Cátac liegt in der Provinz Recuay in der Region Ancash im zentralen Westen von Peru. Der Distrikt wurde am 8. Januar 1965 gegründet. Er hat eine Fläche von 1018,27 km². Beim Zensus 2017 wurden 3907 Einwohner gezählt. Im Jahr 1993 lag die Einwohnerzahl bei 4053, im Jahr 2007 bei 4036. Verwaltungssitz des Distriktes ist die 3566 m hoch gelegene Kleinstadt Cátac mit 2776 Einwohnern (Stand 2017). Die Provinzhauptstadt Recuay befindet sich 9 km weiter nördlich.

## Geographische Lage
Der Distrikt Cátac liegt im äußersten Südosten der Provinz Recuay. Er umfasst das südliche Ende des Hochtals Callejón de Huaylas, welches vom Fluss Río Santa in nördlicher Richtung durchflossen wird. Im Osten reicht der Distrikt bis zur Cordillera Blanca, die einen teils vergletscherten Abschnitt der peruanischen Westkordillere bildet.
Der Distrikt Cátac grenzt im Norden an den Distrikt Ticapampa, im Nordosten an den Distrikt Chavín de Huántar (Provinz Huari), im Südosten an den Distrikt Aquia (Provinz Bolognesi), im Süden an die Distrikte Chiquián und Cajacay (ebenfalls in der Provinz Bolognesi) sowie im Westen an die Distrikte Pampas Chico, Marca, Huayllapampa, Tapacocha, Cotaparaco und Aija (letzterer in der Provinz Aija).